# 豹號砲艦
“豹”号炮舰（德語：SMS Panther）是第一次世界大战爆发前后德意志帝国海军鸡貂级炮舰六艘炮舰中的最后一艘。同舰级其他几艘分别是“黑鼬”号、“猞猁”号、“虎”号、“埃贝尔”号以及“美洲虎”号。与其它姊妹舰一样，该舰也在德国的海外殖民地服役。

## 设计
“豹”号总长66.9（219英尺），舷宽9.7米（32英尺），舰首吃水3.54米（11.6英尺），满载排水1,193公噸（1,174長噸；1,315短噸）。与同级舰中的其他几艘不同，“豹”号与另外一艘具有垂直的首柱。该舰的推进系统由一对立式三胀蒸汽机组成，每台蒸汽机驱动一具螺旋桨，蒸汽由四个燃煤舒尔茨-桑尼克罗夫特式锅炉提供。“豹”号在1,344匹公制馬力（1,326匹指示馬力）输出功率下最高时速可达13.7節（25.4每小時；15.8英里每小時）。这艘船可以在9節（17每小時；10英里每小時）的航速下达到约3,400海里（6,300；3,900英里）的巡航半径。舰上通常配置有9名军官和121名士兵。火力方面，“豹”号装备了两门10.5（4.1英寸）SK L/40主炮组，以及482发弹药。此外，舰上还配备了六挺机枪。

## 服役记录
“豹”号于1900年在但泽的帝国造船厂铺设龙骨。该舰于1901年4月1日下水，并于1902年3月15日加入德国舰队。
1905年，“豹”号被派往巴西的伊塔贾伊港。在当地，船员在追捕一个名叫哈斯曼的德国逃兵时进行了一次未经授权的搜索。最后却莫名其妙地绑架了德国人弗里茨·斯坦霍夫（Fritz Steinhoff），这一事件被称为“豹号事件”（Caso Panther）。

### 阿加迪尔危机

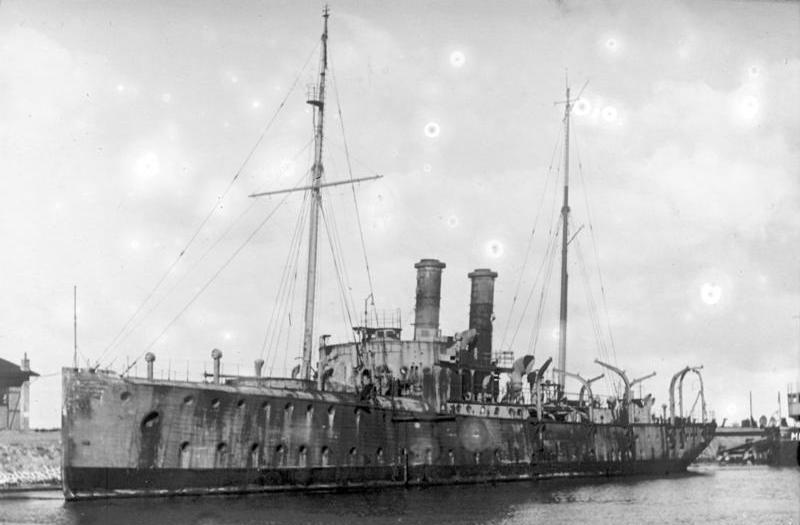
在1931年被拆解前不久的“豹”号

1911年，“豹”号因在阿加迪尔危机（也被称为“第二次摩洛哥危机”）期间被部署到摩洛哥的阿加迪尔港口而声名狼藉。  “豹”号是以保护（实际并不存在的）在港口的德国公民为借口被派往阿加迪尔（德国销售代表赫尔曼·威尔伯格代表外交部被派往阿加迪尔，但比“豹”号晚到了三天），实际任务是向法国施加压力，因为后者试图殖民摩洛哥，以获得法属赤道非洲的领土补偿。这是一个典型的“炮舰外交”案例。这一事件加剧了引发第一次世界大战的国际紧张局势。
该舰最终于1931年被报废出售。

## 脚注

### 引文
1. ↑  上海交通大学《英汉机电工程词典》编辑部 2001，第167頁.
2. 1 2  邢来顺 2019，第500頁.
3. 1 2  章骞 2013，第91頁.
4. ↑  . 澎湃新闻. 2016-06-22  [2020-01-23]. （原始内容存档于2016-08-04） （中文（中国大陆））.
5. ↑  . www.sohu.com. 2018-10-16  [2020-01-23]. （原始内容存档于2020-12-27） （中文（中国大陆））.
6. ↑  顾慧丽 1998，第104頁.
7. ↑  章骞 2013，第148頁.
8. ↑  《水运技术词典》编委员会 1987，第115頁.
9. ↑  布鲁斯·泰勒 2021，第236頁
10. ↑  Gröner，第142–143頁.
11. ↑  Gardiner，第260頁
12. ↑  Gröner，第142–153頁
13. ↑  Joffily, Jose. . Editora Paz e Terra. October 1988 （葡萄牙语）.
14. ↑  Seyferth, Giralda.  4. Rio de Janeiro: Comunicacoes do PPGAS. November 1994 （葡萄牙语）.
15. ↑  Guedes, Max Justo. . Rio Branco – a America do Sul e a Modernizacao do Brasil. Fundacao Alexandre de Gusmao. 2002: 314–315  [24 March 2008]. （原始内容 (PDF)存档于March 10, 2008） （葡萄牙语）.
16. ↑  Fauchille, Paul.  (PDF). Droit de Gens – Histoire Diplomatique – Droit Penal – Droit Fiscal – Droit Administratif 13. Paris: A. PEDONE, Libraire-Editeur. 1906: 200–206 [1894]  [24 March 2008]. （原始内容存档于2020-11-01） （法语）.
17. 1 2  Massie 1991，第727頁.